# Ismeretlen hívás (film, 2006)
Az Ismeretlen hívás (eredeti cím: When a Stranger Calls) 2006-ban bemutatott amerikai thriller, Simon West rendezésében.

## Történet
Jillnek a zsebpénzéből kell állnia a telefonszámláját. Ezért bébiszitterkedést vállal a mindentől távol eső házban. Miután a házaspár lefektette a gyerekeket, és szórakozni ment, Jill bezárja az ajtót, bekapcsolja a riasztót, és felfedező útra indul az épületben. Egyre-másra telefonhívások zavarják meg a nyugalmát, az idegen hang minduntalan azt kéri, hogy nézze meg a gyerekeket. Jill pánikba esik, majd félelme rettegésbe csap át, amikor kiderül, hogy a hívások a házból jönnek. Nincs más választása: fel kell vennie a harcot az arctalan idegennel, ha a gyerekekkel együtt meg akarja élni a reggelt.

## Szereplők
| Színész             | Szerep                | Magyar hang        |
| ------------------- | --------------------- | ------------------ |
| Camilla Belle       | Jill Johnson          | Mánya Zsófia       |
| Katie Cassidy       | Tiffany Madison       | Bogdányi Titanilla |
| Tommy Flanagan      | hívó                  | Szatmári Attila    |
| Tessa Thompson      | Scarlet               | Bálint Sugárka     |
| Brian Geraghty      | Bobby                 | Molnár Levente     |
| Clark Gregg         | Ben Johnson           | Magyar Attila      |
| Derek de Lint       | Dr. Mandrakis         | Áron László        |
| Kate Jennings Grant | Kelly Mandrakis       | Incze Ildikó       |
| David Denman        | Burroughs rendőrtiszt | Schneider Zoltán   |
| John Bobek          | Lewis rendőrtiszt     | Katona Zoltán      |
| Madeline Carroll    | Allison Mandrakis     | n.a                |